# 대니얼 엘즈버그

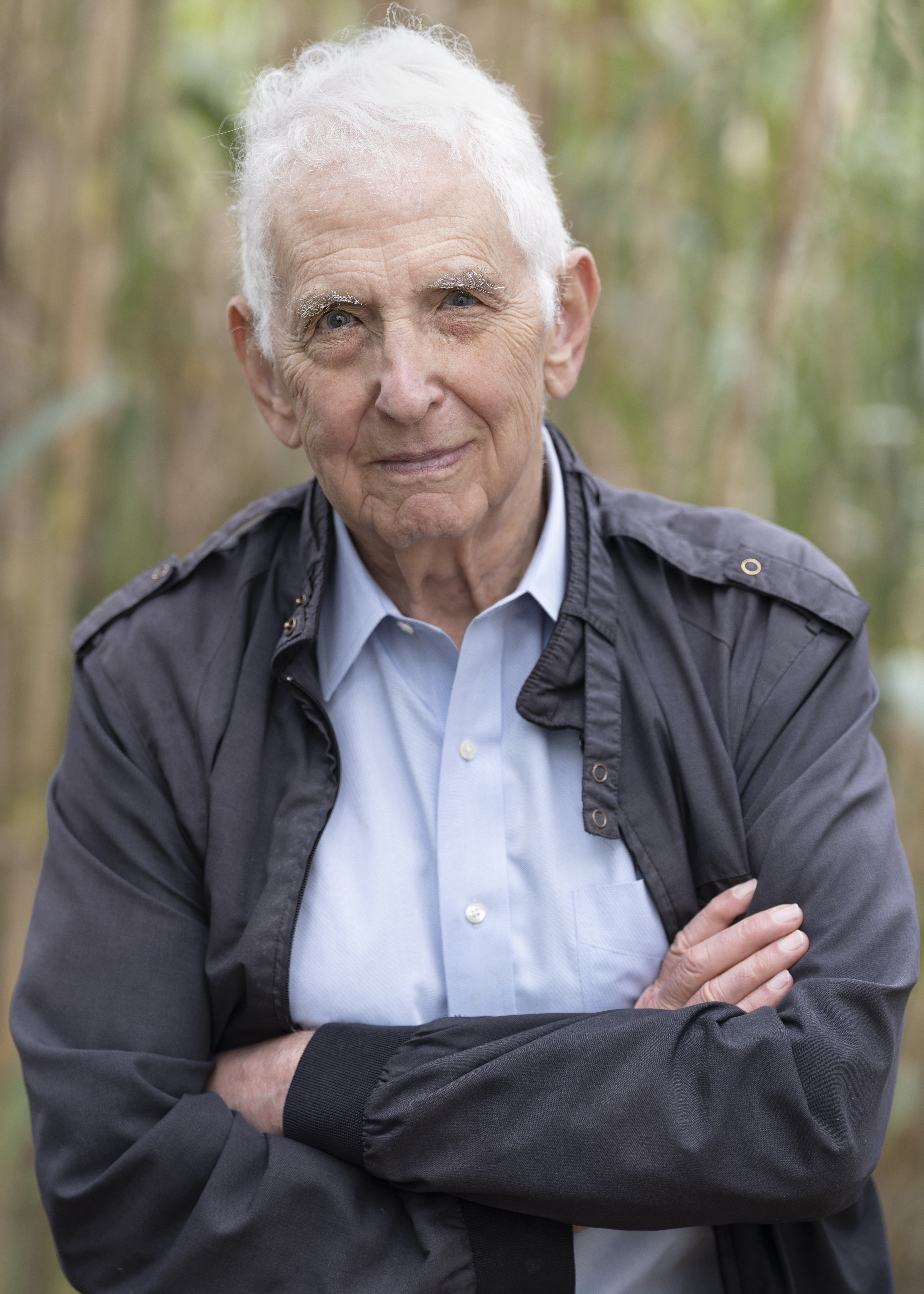
대니얼 엘즈버그 (2020년 6월)

대니얼 엘즈버그(Daniel Ellsberg, 1931년 4월 7일~2023년 6월 16일)는 미국의 경제학자이자 전략 분석가, 평화운동가이다. 1971년에 미국방성 비밀문서를 폭로하여 미국이 베트남 전쟁에 본격적으로 개입하기 위해서 통킹만 사건을 조작했다는 사실을 알렸다. 이로 인하여 미국내 반전 여론이 크게 일어났다.

## 학력
- 1948년~1952년: 하버드 대학교(경제학 학사)
- 케임브리지 대학교
- ~1962년: 하버드 대학교 대학원(경제학 박사)